# Immidae
Immidae is een familie van vlinders.

## Geslachten
(Indicatie van aantallen soorten per geslacht tussen haakjes)
- Alampla  (4)
- Birthana  (12)
- Bryonympha  (1)
- Bursadella  (14)
- Imma  (156)
- Loxotrochis  (1)
- Moca  (46)
- Ptochaula  (1)
- Scaptesylomima  (1)
- Sthenistis  (1)